# Michael Lang (Fussballspieler, 1991)
Michael Rico Lang (* 8. Februar 1991 in St. Gallen) ist ein ehemaliger Schweizer Fussballspieler. Seit Sommer 2025 ist er Sportchef beim FC Wil.

## Vereinskarriere

### FC St. Gallen
Seine Juniorenzeit verbrachte Michael Lang ausschliesslich beim FC St. Gallen. Am 24. Mai 2007 spielte er das erste Mal in der Super League im Alter von 16 Jahren, als er im Dress des FC St. Gallen in der Partie gegen den FC Aarau eingewechselt wurde. Der Mittelfeldspieler gehört seitdem zu den drei jüngsten Spielern, die in der höchsten Liga der Schweiz eingesetzt wurden. Von diesem Tag an stand Lang im Kader der Profimannschaft von St. Gallen.

### Grasshopper Club Zürich
Im Juni 2011 wechselte er zum Grasshopper Club Zürich. In der Saison 2012/2013 gewann er mit seinem neuen Verein den Schweizer Cup. Zudem wurden die Grasshoppers mit Lang als Stammspieler in den Spielzeiten 2012/13 und 2013/14 Vizemeister und erreichten jeweils die Champions-League-Qualifikation, wo sie 2013 gegen Olympique Lyon und 2014 gegen OSC Lille ausschieden.

### FC Basel
Am 1. Juni 2015 wechselte Lang zum FC Basel. Unter Trainer Urs Fischer gewann er mit der Mannschaft am Ende der Meisterschaft 2015/16 und der Meisterschaft 2016/17 den Meistertitel. Sie gewannen auch den Cupwettbewerb am 25. Mai 2017 mit 3:0 im Final gegen den FC Sion und damit das Double.

### Borussia Mönchengladbach
Am 29. Juni 2018 wechselte Lang zu Borussia Mönchengladbach in die deutsche Bundesliga und unterzeichnete einen Vierjahresvertrag. Seinen ersten Bundesligatreffer für Borussia Mönchengladbach erzielte er beim 4:1-Heimsieg gegen Hannover 96 am 25. November 2018 (12. Spieltag). Auf der rechten Aussenverteidigung konnte sich Lang jedoch keinen Stammplatz erkämpfen.

### Werder Bremen

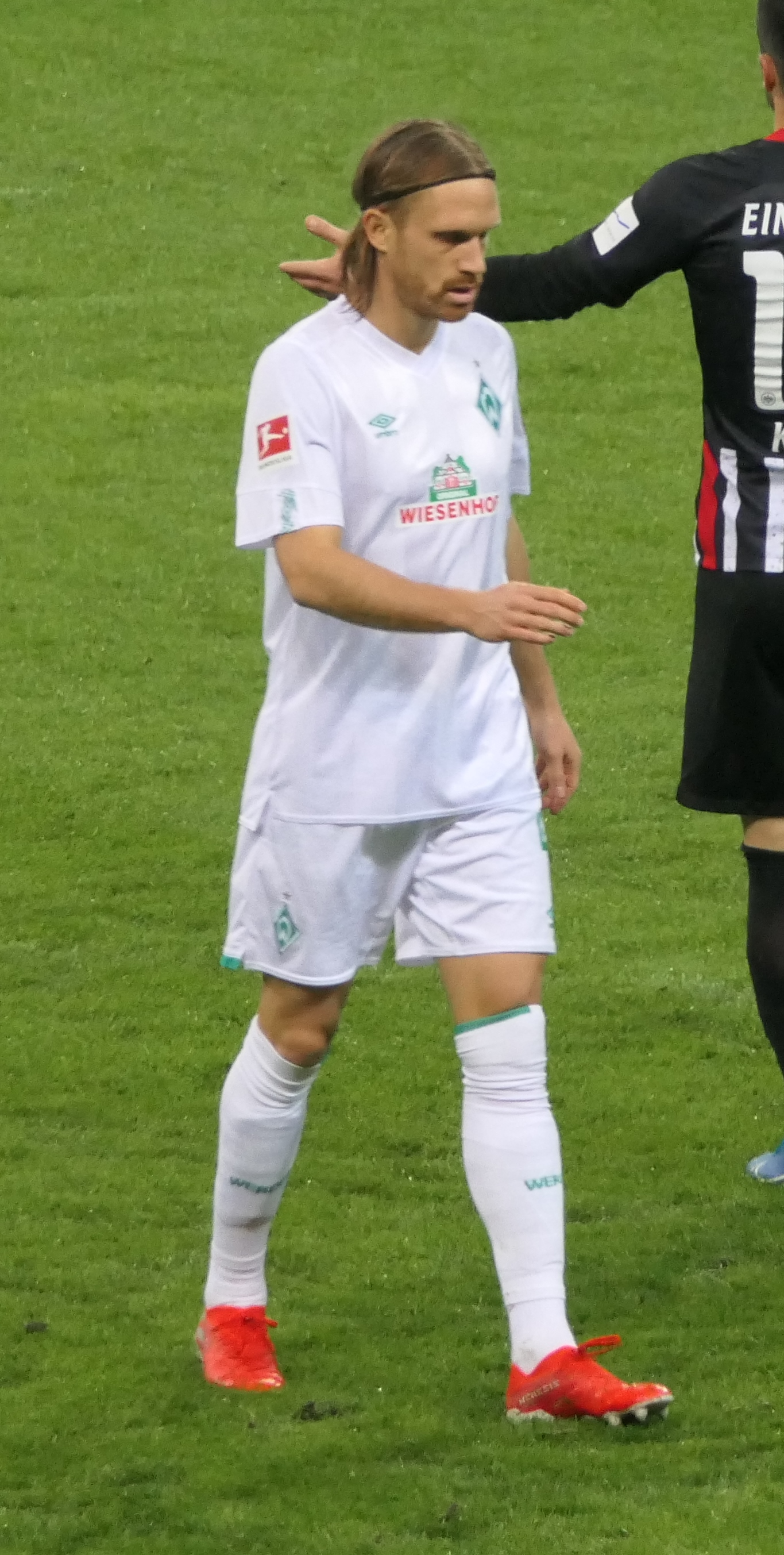
Michael Lang bei Werder Bremen 2019

Zum 3. Spieltag der Bundesligasaison 2019/20 wechselte Michael Lang bis Saisonende auf Leihbasis zu Werder Bremen. Der Leihvertrag enthielt nach Ablauf eine Kaufoption. Infolge der Verlängerung der Saison aufgrund der COVID-19-Pandemie wurde der Leihvertrag bis zum Abschluss der Relegationsspiele am 7. Juli 2020 verlängert. Lang spielte neunmal für Werder Bremen in der Bundesliga und einmal im DFB-Pokal. Nach Ende der Ausleihe wurde er nicht fest verpflichtet.

### Rückkehr zum FC Basel
Zur folgenden Spielzeit kehrte er zum FC Basel zurück. Er unterschrieb einen Vertrag bis Sommer 2023. Im Juli 2024 wurde sein noch bis Ende Saison 2024/25 gültiger Vertrag vorzeitig aufgelöst. Damit ist Lang seit Sommer 2024 vereinslos.

### Sportchef beim FC Wil
Im November 2024 wurde Lang als Sportchef des Challenge-League-Vereins FC Wil vorgestellt. Er übernahm das Amt ab Saison 2025/26 vom scheidenden Sportchef Jan Breitenmoser.

## Nationalmannschaften
Lang absolvierte insgesamt 64 Juniorenländerspiele für die Schweiz und nahm an der U-17-Europameisterschaft 2008 in der Türkei und der U-19-Europameisterschaft 2009 in der Ukraine teil. Am 14. August 2013 debütierte Lang im Alter von 22 Jahren für die Schweizer A-Nationalmannschaft. Im Freundschaftsspiel gegen Brasilien wurde er in der 62. Minute eingewechselt. Im Sommer 2014 stand er im 23-Mann-Kader der Schweizer Nationalmannschaft für die Weltmeisterschaft in Brasilien. Im letzten Gruppenspiel vom 25. Juni kam er gegen Honduras zu seinem ersten WM-Einsatz.
Bei der EM 2016 in Frankreich wurde er in das Aufgebot der Schweiz aufgenommen. Er kam zu zwei Kurzeinsätzen in den Gruppenspielen gegen Rumänien und Frankreich, als er jeweils in den Schlussminuten eingewechselt wurde. Im Achtelfinal, den das Team verlor, wurde er nicht eingesetzt.
Bei der WM 2018 in Russland gehörte er ebenfalls zum Schweizer Kader. In der Gruppenphase reichte es beim 1:1 gegen Brasilien und beim 2:2 gegen Costa Rica jeweils zu Kurzeinsätzen in den Schlussminuten der Partien. Im Achtelfinal gegen Schweden stand er dagegen in der Startelf und erhielt in der vierten Minute der Nachspielzeit die Rote Karte. Er war dadurch für das erste Spiel der Schweizer in der UEFA Nations League 2018/19 gesperrt, da für die Schweiz durch die 0:1-Niederlage gegen die Schweden die WM beendet war.

## Titel und Erfolge
Grasshopper Club Zürich
- Schweizer Cupsieger: 2013

FC Basel
- Schweizer Meister: 2016, 2017
- Schweizer Cupsieger: 2017

Nationalmannschaft
- Teilnahme an der Weltmeisterschaft 2014 in Brasilien (1 Einsatz)
- Teilnahme an der Europameisterschaft 2016 in Frankreich (2 Einsätze)
- Teilnahme an der Weltmeisterschaft 2018 in Russland (3 Einsätze)